# Hereford (nötkreatur)

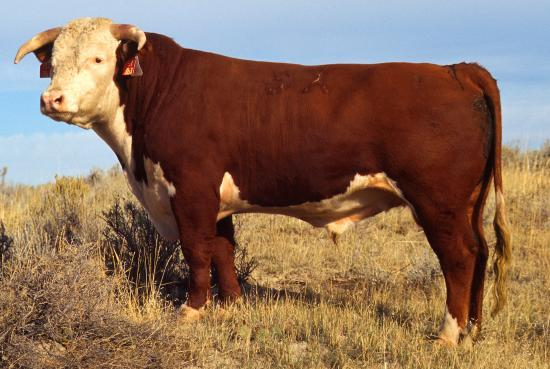
Herfordtjur

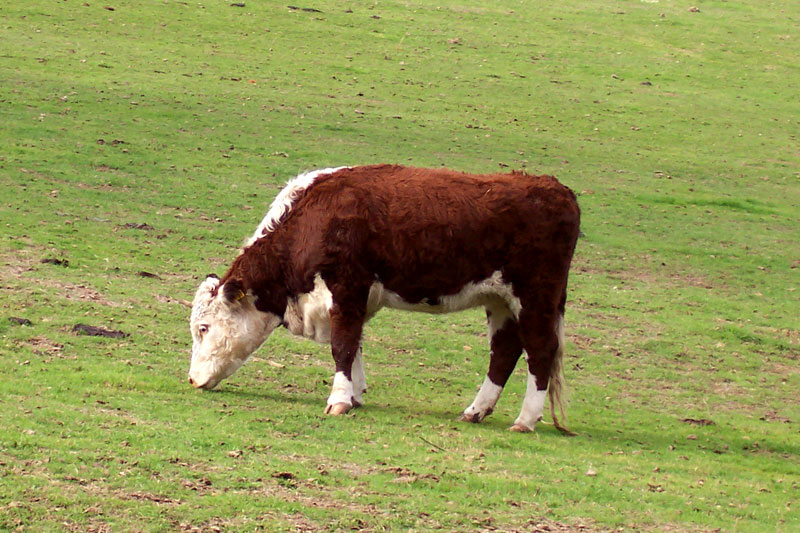
Kviga

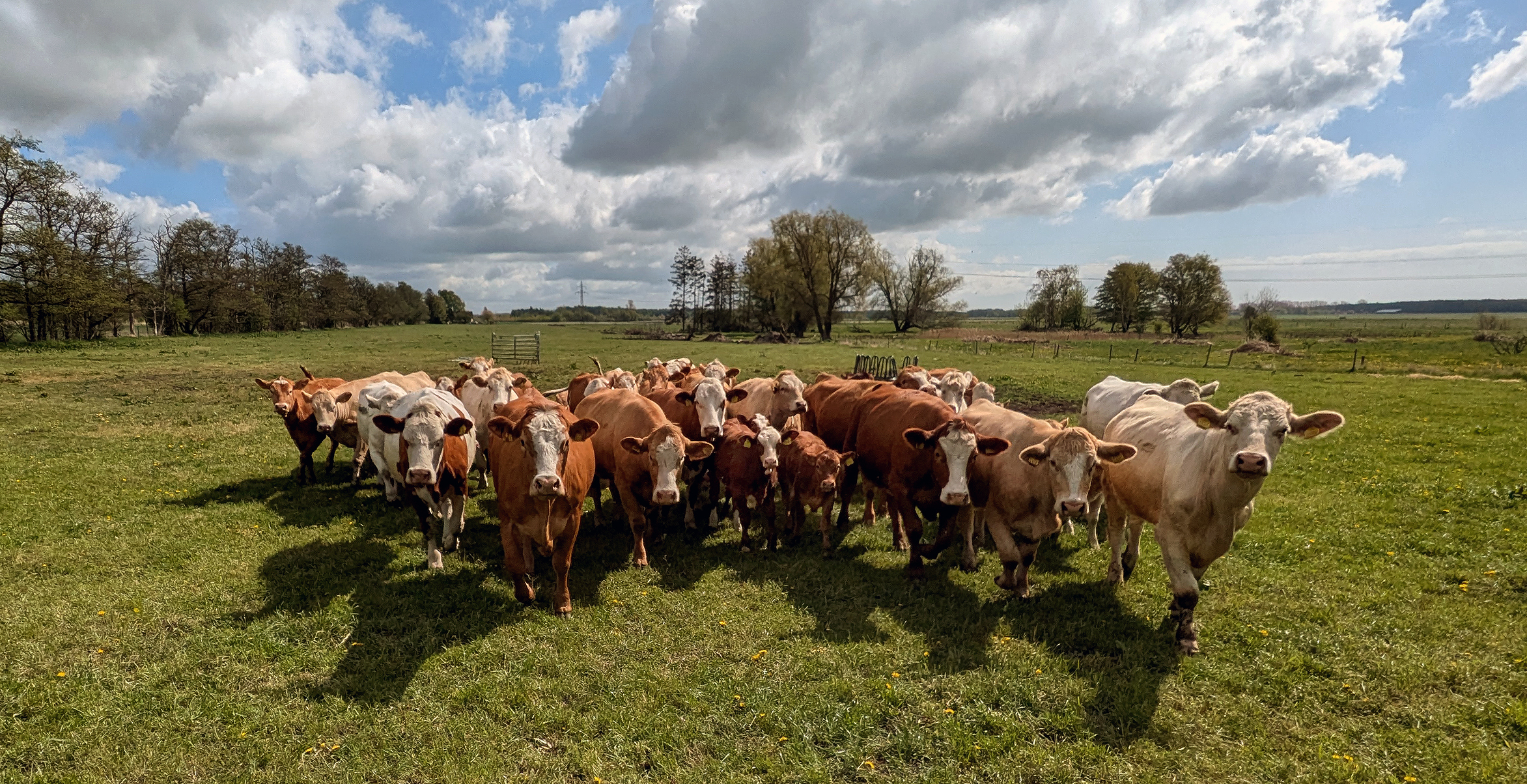
En flock Hereford.

Hereford är en nötkreatursras som används för nötköttsproduktion i det svenska jordbruket. Rasen har sitt ursprung i det engelska grevskapet Herefordshire men är spridd över hela världen och började importeras till Sverige på 1950-talet. Rasen intar en mellanställning och är lättare än till exempel Charolais, men tyngre än till exempel Highland Cattle.
Rasen karaktäriseras av lätta kalvningar, bra hälsa, hög betesintensitet och låga krav på vinterfodret. De klarar sig bra på enbart grovfoder och magra beten. De kraftiga, lågbenta djuren har mörkröd päls och är vita på manken, bringan, buken och nedre delen av benen. Mest iögonfallande är det helvita huvudet, som givet rasen smeknamnet "whitehead". Det finns både hornlösa och behornade varianter av Hereford. Rasen anses ha ett lugnt och förnöjsamt temperament.
Hereford är den efter Charolais vanligaste köttrasen i Sverige. Rasen har också haft stor betydelse i korsningsaveln för produktion av slaktdjur.
Hereford är en utpräglad köttras och har från start avlats för köttproduktion. Köttet är marmorerat av insprängt fett och ofta mört.